# HD71046
HD71046 — хімічно пекулярна зоря спектрального класу B9, що має видиму зоряну величину в смузі V приблизно 5,3. Вона знаходиться у сузір'ї Летючої Риби й розташована на відстані близько 390,6 світлових років від Сонця.

## Пекулярний хімічний склад
HD71046 належить до Хімічно пекулярних зір з пониженим вмістом гелію й в її зоряній атмосфері спостерігається нестача He у порівнянні з його вмістом в атмосфері Сонця.